# Ahoj, bráško!
Ahoj, bráško! je československý animovaný televizní seriál z let 1991 až 1996 poprvé uvedený v České televizi až v roce 1994. Jelikož seriál vznikl na Slovensku, originální název zní Ahoj, braček!
Tento Večerníček nakreslil a současně režíroval Ludvík Kadleček. Bylo natočeno celkem 28 epizod, po 8 minutách.
Jednalo se o animovaný seriál příběhů, které vycházely z dětské skládačky. Proměny tvarů, oživování předmětů a postav vyzývaly děti k tvořivé hře a inspirovaly jejich fantazii. Starší diváky seriál sice odrazoval, ale malým divákům imponoval.

## Seznam dílů
Výběr některých dílů.
- Jabĺčko (Jablíčko)
- Dúhová rybka (Duhová rybka)
- O zatúlanej mašinke (O zatoulané mašince)
- Kazisvet (Kazisvět)
- Čudný kvet (Divný květ)
- Straka zlodejka (Straka zlodějka)
- Vrecko pre dvoch (Kapsa pro dva)
- Kočiarik z oblohy (Kočárek z nebe)
- Čierna pasca (Černá past)
- Obor Haraburda
- Hniezdo na kolieskach (Hnízdo na kolečkách)
- Hapčííí! (Hepčííí!)
- Snehulienka (Sněhurka)
- Dajte vajce maľované (Dejte vajíčko malované)
- Pif-paf
- Boľavý zub (Bolavý zub)
- Schovávačka v klobúku (Skrýš v klobouku)
- Vajíčko?
- Mačkopes (Kočkopes)
- Zvedavá hviezdička (Zvědavá hvězdička)